# والتر کواک
والتر کواک (انگلیسی: Walter Kwok; ۱۹۵۰ – ۲۰ اکتبر ۲۰۱۸ (۶۸ سال)) اهالی کسب‌وکار، سرمایه‌دار و کارآفرین اهل چین بود.